# Brice Samba
Brice Lauriche Samba (Linzolo, 25 aprile 1994) è un calciatore congolese (Repubblica del Congo) naturalizzato francese, portiere del Rennes e della nazionale francese.

## Biografia
Suo padre Christian era anch'egli un calciatore.

## Carriera

### Club
Cresciuto nelle giovanili dell'Le Havre, ha esordito in prima squadra l'8 dicembre 2012 in occasione del match di Coppa di Francia vinto 3-1 contro il Saint-Amand.
Ha esordito in Ligue 1 il 17 maggio 2014 con la maglia dell'Olympique Marsiglia in occasione dell'incontro vinto 1-0 contro il Guingamp.
Il 30 giugno 2017 viene acquistato dal Caen.
Il 7 luglio 2019 firma un contratto quadriennale con il Nottingham Forest.
Il 5 luglio 2022 fa ritorno in Francia accasandosi al Lens.
L'8 gennaio 2025 si trasferisce al Rennes.

### Nazionale
Esordisce con la nazionale francese il 16 giugno 2023, giocando titolare nella partita di qualificazione ad Euro 2024 in casa della Gibilterra, partita vinta 3-0 dai transalpini.
Il 16 maggio 2024 viene incluso nella lista dei 26 convocati per Euro 2024.

## Statistiche

### Presenze e reti nei club
Statistiche aggiornate all'8 gennaio 2025.
| Stagione                   | Squadra                    | Campionato                 | Campionato | Campionato | Coppe nazionali | Coppe nazionali | Coppe nazionali | Coppe continentali | Coppe continentali | Coppe continentali | Altre coppe | Altre coppe | Altre coppe | Totale | Totale |
| Stagione                   | Squadra                    | Comp                       | Pres       | Reti       | Comp            | Pres            | Reti            | Comp               | Pres               | Reti               | Comp        | Pres        | Reti        | Pres   | Reti   |
| -------------------------- | -------------------------- | -------------------------- | ---------- | ---------- | --------------- | --------------- | --------------- | ------------------ | ------------------ | ------------------ | ----------- | ----------- | ----------- | ------ | ------ |
| 2011-2012                  | Le Havre                   | L2                         | 0          | 0          | CF+CdL          | 0+0             | 0               | -                  | -                  | -                  | -           | -           | -           | 0      | 0      |
| 2012-gen. 2013             | Le Havre                   | L2                         | 0          | 0          | CF+CdL          | 2+0             | -1              | -                  | -                  | -                  | -           | -           | -           | 2      | -1     |
| Totale Le Havre            | Totale Le Havre            | Totale Le Havre            | 0          | 0          |                 | 2               | -1              |                    | -                  | -                  |             | -           | -           | 2      | -1     |
| gen.-giu. 2013             | Olympique Marsiglia        | L1                         | 0          | 0          | CF+CdL          | 0+0             | 0               | -                  | -                  | -                  | -           | -           | -           | 0      | 0      |
| 2013-2014                  | Olympique Marsiglia        | L1                         | 1          | 0          | CF+CdL          | 1+0             | 0               | UCL                | 0                  | 0                  | -           | -           | -           | 2      | 0      |
| 2014-2015                  | Olympique Marsiglia        | L1                         | 0          | 0          | CF+CdL          | 1+1             | -3 + -2         | -                  | -                  | -                  | -           | -           | -           | 2      | -5     |
| 2015-2016                  | Nancy                      | L2                         | 2          | -1         | CF+CdL          | 2+2             | -3 + -1         | -                  | -                  | -                  | -           | -           | -           | 6      | -5     |
| 2016-2017                  | Olympique Marsiglia        | L1                         | 0          | 0          | CF+CdL          | 0+0             | 0               | -                  | -                  | -                  | -           | -           | -           | 0      | 0      |
| Totale Olympique Marsiglia | Totale Olympique Marsiglia | Totale Olympique Marsiglia | 1          | 0          |                 | 3               | -5              |                    | 0                  | 0                  |             | -           | -           | 4      | -5     |
| 2017-2018                  | Caen                       | L1                         | 4          | -4         | CF+CdL          | 4+2             | -6 + -2         | -                  | -                  | -                  | -           | -           | -           | 10     | -12    |
| 2018-2019                  | Caen                       | L1                         | 38         | -54        | CF+CdL          | 0+0             | 0               | -                  | -                  | -                  | -           | -           | -           | 38     | -54    |
| lug.-ago. 2019             | Caen                       | L2                         | 1          | 0          | CF+CdL          | 0+0             | 0               | -                  | -                  | -                  | -           | -           | -           | 1      | 0      |
| Totale Caen                | Totale Caen                | Totale Caen                | 43         | -58        |                 | 6               | -8              |                    | -                  | -                  |             | -           | -           | 49     | -66    |
| 2019-2020                  | Nottingham Forest          | FLC                        | 40         | -41        | FACup+CdL       | 0+2             | 0               | -                  | -                  | -                  | -           | -           | -           | 42     | -41    |
| 2020-2021                  | Nottingham Forest          | FLC                        | 45         | -43        | FACup+CdL       | 0+1             | -1              | -                  | -                  | -                  | -           | -           | -           | 46     | -44    |
| 2021-2022                  | Nottingham Forest          | FLC                        | 40+3       | -35 + -3   | FACup+CdL       | 2+0             | -1              | -                  | -                  | -                  | -           | -           | -           | 45     | -39    |
| Totale Nottingham Forest   | Totale Nottingham Forest   | Totale Nottingham Forest   | 125+3      | -119 + -3  |                 | 5               | -2              |                    | -                  | -                  |             | -           | -           | 133    | -124   |
| 2022-2023                  | Lens                       | L1                         | 37         | -28        | CF              | 0               | 0               | -                  | -                  | -                  | -           | -           | -           | 37     | -28    |
| 2023-2024                  | Lens                       | L1                         | 33         | -35        | CF              | 1               | -2              | UCL+UEL            | 6+2                | -11 + -3           | -           | -           | -           | 42     | -51    |
| 2024-gen. 2025             | Lens                       | L1                         | 15         | -14        | CF              | 0               | 0               | UECL               | 2                  | -3                 | -           | -           | -           | 17     | -17    |
| Totale Lens                | Totale Lens                | Totale Lens                | 85         | -77        |                 | 1               | -2              |                    | 10                 | -17                |             | -           | -           | 96     | -96    |
| gen.-giu. 2025             | Rennes                     | L1                         | 0          | 0          | CF              | 0               | 0               | -                  | -                  | -                  | -           | -           | -           | 0      | 0      |
| Totale carriera            | Totale carriera            | Totale carriera            | 259        | -256       |                 | 21              | -22             |                    | 10                 | -17                |             | -           | -           | 290    | -297   |

### Cronologia presenze e reti in nazionale
| Cronologia completa delle presenze e delle reti in nazionale ― Francia | Cronologia completa delle presenze e delle reti in nazionale ― Francia | Cronologia completa delle presenze e delle reti in nazionale ― Francia | Cronologia completa delle presenze e delle reti in nazionale ― Francia | Cronologia completa delle presenze e delle reti in nazionale ― Francia | Cronologia completa delle presenze e delle reti in nazionale ― Francia | Cronologia completa delle presenze e delle reti in nazionale ― Francia | Cronologia completa delle presenze e delle reti in nazionale ― Francia |
| Data                                                                   | Città                                                                  | In casa                                                                | Risultato                                                              | Ospiti                                                                 | Competizione                                                           | Reti                                                                   | Note                                                                   |
| ---------------------------------------------------------------------- | ---------------------------------------------------------------------- | ---------------------------------------------------------------------- | ---------------------------------------------------------------------- | ---------------------------------------------------------------------- | ---------------------------------------------------------------------- | ---------------------------------------------------------------------- | ---------------------------------------------------------------------- |
| 16-6-2023                                                              | Faro                                                                   | Gibilterra                                                             | 0 – 3                                                                  | Francia                                                                | Qual. Euro 2024                                                        | -                                                                      |                                                                        |
| 21-11-2023                                                             | Atene                                                                  | Grecia                                                                 | 2 – 2                                                                  | Francia                                                                | Qual. Euro 2024                                                        | -2                                                                     |                                                                        |
| 23-3-2024                                                              | Lione                                                                  | Francia                                                                | 0 – 2                                                                  | Germania                                                               | Amichevole                                                             | -2                                                                     |                                                                        |
| Totale                                                                 |                                                                        | Presenze                                                               | 3                                                                      |                                                                        | Reti                                                                   | -4                                                                     |                                                                        |